# Trikája

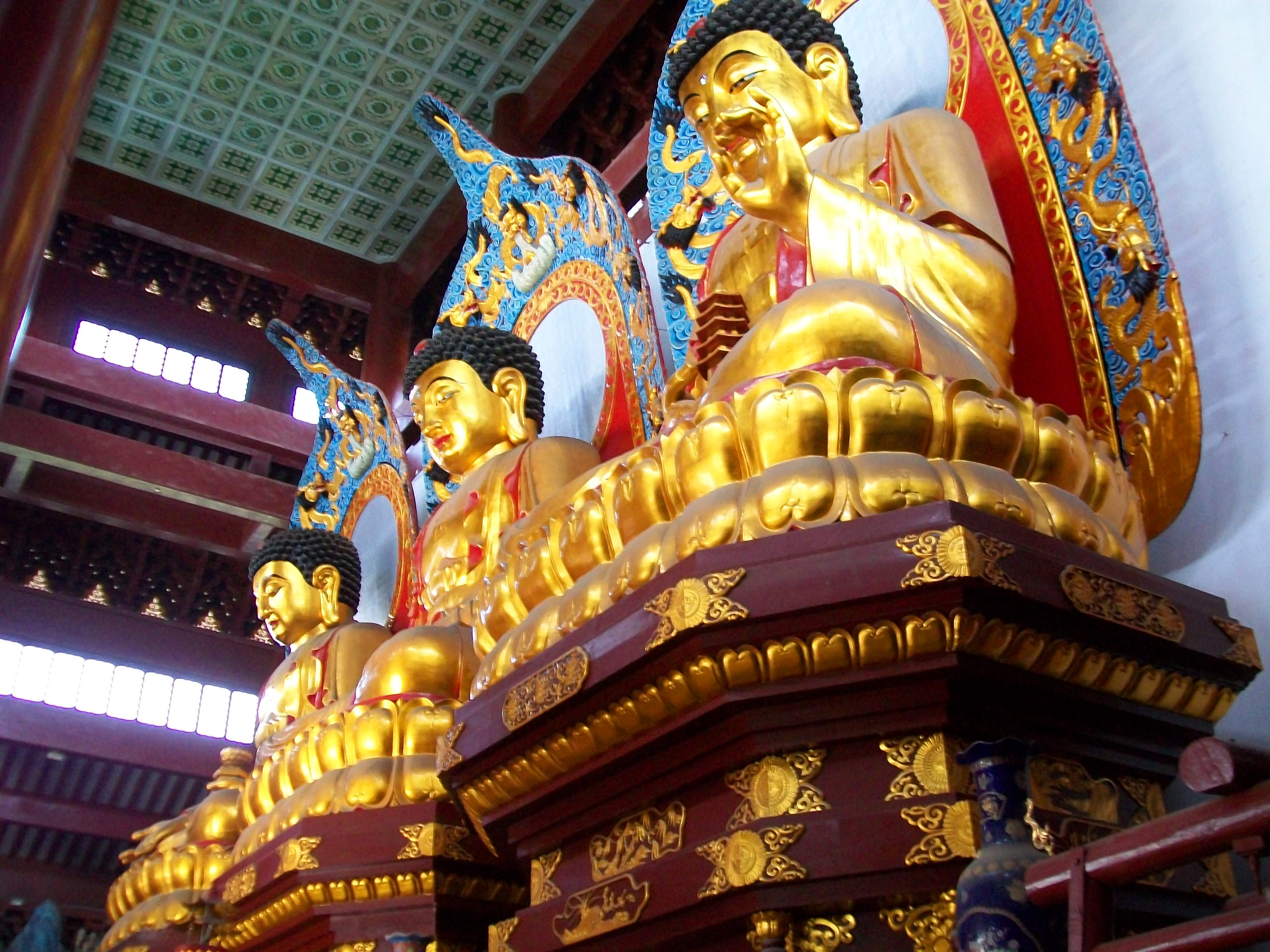
Három buddha szobor a három testet szimbolizálja. Dharma virág templom, Hucsou, Csöcsiang tartomány, Kína

A Trikája tan (szanszkrit, szó szerint: "három test"; 三身 kínai: szán-sen vietnámi: Tam thân, japán: szandzsin vagy szansin, tibeti: སྐུ་གསུམ, wylie: szku gszum) mahájána buddhista tanítás a valóság és a buddhaság természetéről.

## Definíció
A tan szerint a buddháknak három teste (kája) van:
1. a dharmakája vagy igazságtest, amely megtestesíti a megvilágosodás alapelvét és nincsenek korlátai;
2. a szambhogakája vagy örömtest, amely egy örömtest vagy egy tiszta fény megnyilvánulása;
3. a nirmánakája vagy együttérzés-test, amely megmutatkozik a térben és az időben.[1]

## Eredete

### Páli kánon
Már Buddha parinirvánája előtt is ismert volt a Dhammakája kifejezés, amely szó szerint azt jelenti, hogy igazságtest.
A páli kánonban Buddha azt mondja Vaszetthának, hogy a Tathágata (Buddha) dhammakája, azaz az igazság megtestesülése volt
Buddha megegyezik a dhammával:
|  | „... and the Buddha comforts him, "Elég, Vakkali! Miért akarod látni ezt a közönséges testet? Aki látja a Dhammát, engem lát; aki engem lát, a Dhammát látja, mert a Dhammát látván, Vakkali, engem lát; és engem látván, a Dhammát látja."” |
|  | |

Az Aggannya-szuttában Buddha azt tanácsolja Vaszetthának, hogy bárkinek erős és mély hite van a Tathágathában kijelentheti, hogy a Bhagaván gyermeke, a dhamma „szájából” született, dhammából fogant és a dhamma örököse. Mert a Tathágatha címei a következők: a dhamma teste, Brahma teste, a dhamma megnyilvánulása és a Brahma megnyilvánulása.

### Mahájána
A dharmakája tanítást valószínűleg legelőször az Astaszáhaszriká Pradzsnyápáramitá („tökéletes bölcsesség szútra”) fejtette ki, amely az i. e. 1. században vetettek papírra.
A mahájána buddhizmus vezette be a szambhogakája fogalmát, amely a nirmánakája és a dharmakája között helyezkedik el. A szambhogakája a buddhák egyik aspektusa, amely mély meditációban és víziókban tapasztalható. 300 körül a jógácsára iskola rendszerbe foglalta az akkori elméleteket a Buddha természetével kapcsolatban. Ez lett a trikája, avagy a háromtest tan.

## Értelmezései a különböző buddhista hagyományokban
A buddhizmus különböző iskoláinak eltérő elképzelései vannak a három testet illetően.

### Kínai mahájána

#### Tiszta Föld
A Tiszta Föld buddhizmusban Buddha három testét a következőképpen lehet lebontani:
- A nirmánakája egy buddha fizikai/megnyilvánult teste, például Gautama Buddháé.
- a szambhogakája az örömtest, amelyben egy bódhiszattva bevégzi a fogadalmait és buddhává válik. Amitábha, Vadzsraszattva és Manydzsusrí buddhák teste szambhogakája test.
- a dharmakája az igazság megtestesülése, a fizikai és a spirituális test átmenete. Vairócsana Buddhát gyakran ábrázolják dharmakája testtel, főleg az ezoterikus buddhista iskolákban, mint például a japán singon, a tendai és a kegon.

A buddhák mindhárom formája ugyanazt a dharmát tanítja, csak a forma különbözik.

#### Csan buddhizmus
Schloeg szerint a buddhák három teste nem abszolút, csupán „mentális konfigurációk”, amelyek elnevezések és tulajdonságok. Ezek a tudat fényei és árnyékai szerepét töltik be.
|  | „Nem szeretnél különbözni a buddháktól és a patriarchákból? Akkor csak ne keress magadon kívül semmit. A saját szíved tiszta fénye ebben a pillanatban a Dharmakája Buddha, a nem különbséget tevő fénye ebben a pillanatban a Szambhogakája Buddha, a nem megkülönböztető fénye ebben a pillanatban a Nirmánakája Buddha a saját házadon belül. Buddha testének ez a hármasa nem más mint egyenesen ő a saját szemed előtt, amint hallgatja, hogy én éppen magyarázom a dharmát.” |
|  | |

### Tibeti buddhizmus

#### Negyedik és ötödik test - szvábhávikakája és mahászúkhakája
A vadzsrajána buddhizmusban olykor említésre kerül egy negyedik test, amelyet úgy neveznek, hogy szvábhávikakája (tibeti: ངོ་བོ་ཉིད་ཀྱི་སྐུ, wylie: ngo bo nyid kji szku) „lényegtest”, illetve egy ötödik test, amely a mahászúkhakája (wylie: bde ba chen po'i sku) „nagy boldogság test”. A szvábhávikakája egyszerűen a három kája egysége vagy szétválaszthatatlansága.
A gelug tanításokban is szerepel a fogalom, ahol a dharmakája két aspektusa közül ez az egyik: szvábhávikakája „lényegtest” és dzsnyánakája „bölcsességtest”.
Haribhadra 8. századi buddhista filozófus szerint az Abhiszamajálankára a 8. fejezetben négy káján keresztül jellemzi a buddhaságot: szvábhávikakája, [dznyána]dharmakája, szambhogakája és nirmánakája.